# 多尔万
多尔万（法語：Dolving，法語發音：[dɔlvɛ̃]；洛林法兰克语：Dolwing）是法国摩泽尔省的一个市镇，属于萨尔堡-萨兰堡区。

## 地理
多尔万（48°46'31"N, 7°1'14"E）面积6.66 平方千米，位于法国大東部大區摩泽尔省，该省份为法国东北部内陆省份，是洛林的一部分，西南接默尔特-摩泽尔省，东临下莱茵省，北与卢森堡和德国接壤。
与多尔万接壤的市镇（或旧市镇、城区）包括：戈塞尔曼、欧克洛谢、奥贝尔斯坦泽、萨拉尔特罗夫、萨尔堡。
多尔万的时区为UTC+01:00、UTC+02:00（夏令时）。

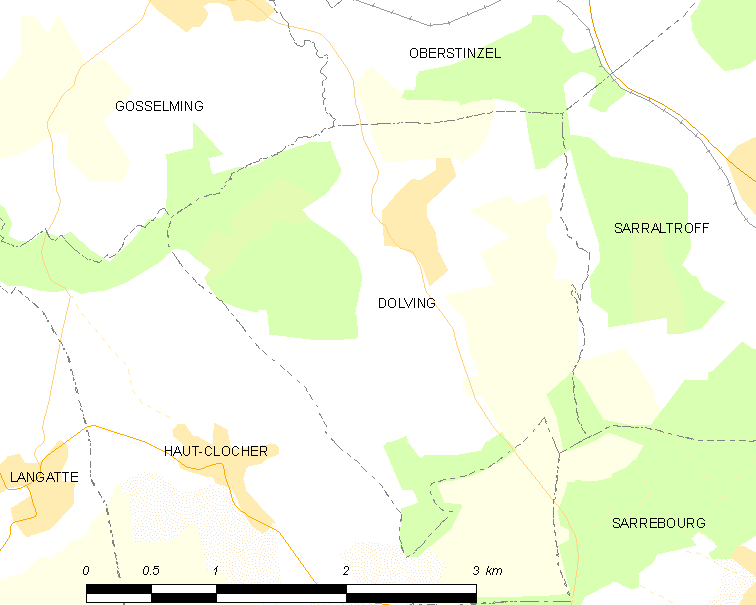
多尔万的OSM定位图

## 行政
多尔万的邮政编码为57400，INSEE市镇编码为57180。

## 政治
多尔万所属的省级选区为萨尔堡县。

## 人口

1962-2008年间多尔万人口变化图示

多尔万于2022年1月1日时的人口数量为341人。